# Paul Zumthor
Pour les articles homonymes, voir Zumthor.
Paul Zumthor, né à Genève le 5 août 1915 et mort à Montréal le 11 janvier 1995, est un philologue, romancier et poète suisse, spécialiste des poétiques médiévales.

## Biographie
Né à Genève en 1915, Paul Zumthor grandit en France pour revenir ensuite en Suisse en 1936. Il soutient sa thèse de doctorat à l'université de Genève.
Il fut successivement professeur à Bâle, à Groningue (en 1948), à l'université d'Amsterdam (en 1951) et à l'Université de Montréal (1971).
Il meurt à Montréal en 1995. Ses déplacements sont racontés dans un entretien publié dans Écriture et nomadisme. La thématique du nomadisme sera très présente dans l'ensemble de son œuvre. Son dernier ouvrage, Babel ou l'inachèvement, est publié de manière posthume en 1997.

## Œuvre
Paul Zumthor est un médiéviste de renommée internationale. Ses publications portent en particulier sur l'oralité, la poésie et la littérature médiévale. Il s'est aussi intéressé à la question du lieu commun. Il est par ailleurs l'auteur de plusieurs biographies, dont celle de Guillaume le Conquérant, parue en 1964, et souvent rééditée depuis. Enfin, il a contribué aux recherches sur l'intermédialité. 
À côté de son œuvre universitaire, Paul Zumthor a laissé une œuvre littéraire en poésie et en prose.
Zumthor était un membre actif de l'Académie québécoise de 'Pataphysique, avec Jeanne Demers. L'Académie québécoise de 'Pataphysique a publié un livre d'art en sa mémoire à la suite de son décès, en 1996, livre dans lequel se trouve une œuvre originale de l'artiste québécois Yvon Cozic.

## Honneurs
- 1961 - Prix Albéric-Rocheron de l'Académie française
- 1965 - Prix Halphen de l'Académie française
- 1970 - Prix Charles Veillon pour Le Puits de Babel
- 1987 - Docteur honoris causa de l'Université Laval, Québec
- 1991 - Prix Québec-Paris, La Traversée
- 1992 - Chevalier de l'Ordre national du Québec
- 1993 - Docteur honoris causa de l'université Paris-Nanterre